# Jansky
Indenfor radioastronomi er jansky (symbol Jy) en ikke-SI-enhed af elektromagnetisk fluxtæthed ækvivalent til 10−26 watt per m² per hertz. Enheden er navngivet efter radioastronomen og pioneren Karl Jansky og er defineret som:
{\displaystyle 1\ \mathrm {Jy} =10^{-26}{\frac {\mathrm {W} }{\mathrm {m^{2}} \cdot \mathrm {Hz} }}} (SI)
{\displaystyle 1\ \mathrm {Jy} =10^{-23}{\frac {\mathrm {erg} }{\mathrm {sec} \cdot \mathrm {cm^{2}} \cdot \mathrm {Hz} }}} (cgs)

## Anvendelse
De stærkeste naturlige astronomiske radiokilder har fluxtætheder i størrelsesordenen 1–100 jansky, hvilket viser at enheden jansky er en anvendelig enhed for radioastronomi. For eksempel har the Third Cambridge Catalogue (3C), der blev forfattet i 1959 og revideret i 1962, listet omkring 300 til 400 radiokilder i det nordlige himmelrum stærkere end 9 Jy omkring radiofrekvensen 159 MHz.
Her er en liste af pulsarer
 
detekteret af the Second Cambridge Survey, hvor pulsarenes styrke er opgivet i mJy ved to forskellige radiofrekvenser.
Det er vigtigt at forstå betydningen af 'per hertz'-delen af Jansky-enheden. Når der måles på en bredbånds-continuum udsendelse – og energien groft set er jævnt fordelt over detektorbåndbredden, vil det detekterede signals styrke stige proportionalt med båndbredden af detektoren (i modsætning til signaler med båndbredde smallere end detektorbåndbredden).
For at beregne fluxtætheden i jansky, divideres den totale detekterede effekt (i watt) med radiomodtagerens radioantennes effektive opsamlingsareal (i m²), og divideres så med detektorens båndbredde (i hertz). Da 1 W/m²/Hz er meget større end de fleste radiokilder, multipliceres resultatet med 1026 for at få en mere passende enhed for naturlige astrofysiske fænomener.